# Палата Дунђерски
Палата Дунђерски саграђена је у стилу сецесије, између 1905. и 1906. године. Након изградње представљала је део комплекса бечкеречке пиваре, на коју се надовезује, и која је, такође, била у власништву породице Дунђерски.

## Архитектура
Пројектанти овог објекта били су Карољ Мочањи и Марцел Секељ, грађевински мајстори. Палата је зидана као стамбено-пословни објекат. Дуже крило зграде је окренуто Житном тргу, док је краће крило окренуто Бегеју. На самом углу налазила се кафана и свечана сала са музичким подијумом. У свечаној, Плавој сали, окупљали су се грађани поводом разних прослава, балова и сличних свечаности. Служила је чак и за изнајмљивање или одржавање изложби. Из ове зграде Лазар Дунђерски је руководио пиваром када је боравио у граду.
Просторије на спрату су се користиле за одмор и разоноду. Наизменично су се смењивале дечије спаваће собе и собе за одрасле, за послугу, гостински салони, трпезарије са кухињом и купатила. Луксузан, шестособан стан власника палате заузимао је угао грађевине на спрату. Угао зграде је наглашен заобљеним еркером са кубетом на врху. Посматрано у целини, палата Лазара Дунђерског показује, да се при њеном компоновању водило рачуна да објекат буде у складу са суседним, постојећим објектима.
На згради су током 2018. и 2019. године изведени конзерваторско-рестаураторски радови.
Палата Дунђерски налази се заједно са зградама некадашњег пиварског комплекса у проширеној зони заштићеног амбијента старог језгра Зрењанина. Сама грађевина је споменик културе од великог значаја.

## Галерија
- Палата Дунђерски и комплекс пиваре
- Фасада према Житном тргу
- Орнамент изнад улаза